# Bitka pri Anghiariju
Bitka pri Anghiariju je potekala 29. junija 1440 med silami Milana in Ligo nekaterih italijanskih držav, ki jih je med vojnami v Lombardiji vodila Florentinska republika. Bitka je bila zmaga za Firenc, s čimer se je zagotovila dominacija Firenc nad osrednjo Italijo.
Bitka je znana po upodobitvi v neuspelem poskusu slike Leonarda da Vincija, ki je zdaj poznana le po pripravljalnih skicah. Izjemna je tudi po dejstvu, da čeprav je bitka trajala cel dan in je vključevala več tisoč vojakov, naj bi bil ubit le en vojak. Po mnenju Niccola Machiavellija je po štirih urah spopadov smrt moškega nastopila, »ko je vojak padel s konja«.

## Bitka
Vojska lige se je zbrala pri Anghiariju, majhnem kraju v Toskani in je sestavljala: 4000 papeških vojakov pod vodstvom kardinala Ludovica Trevisana, florentinski kontingent približno enake velikosti in četa 300 vojaških vitezov iz Benetk, ki jo je vodil Micheletto Attendolo. Drugi moški so se za to priložnost pridružili iz samega Anghiarija.
Številčno nadrejeno milansko silo je v imenu vojvode Filippa Marie Viscontija vodil slavni kondotjer Niccolò Piccinino in območje dosegel v noči 28. junija. Približno 2000 moških iz bližnjega mesta Sansepolcro se je pridružilo Milančanom. Prepričan v svojo nadrejeno silo in zaradi elementa presenečenja je Piccinino ukazal napad popoldne naslednjega dne. Vendar je prah, ki so ga dvignili Milančani na cesti Sansepolcro-Anghiari, opazil Micheletto in sile lige so bile pripravljene na boj.
Michelettovi beneški vitezi so blokirali milansko predhodnico na edinem mostu čez kanal, ki je ščitil tabor lige. Micheletto in Benečani so držali most, kar je omogočilo, da se je večji del vojske lige oblikoval za boj, vendar so jih milanske okrepitve na čelu z kapetanoma Francescom Piccininom in Astorrejem II. Manfredijem potisnile nazaj. Milančani so napredovali, a so papeške čete kmalu divje zavzele njihov desni bok in so se morali umakniti na most. Bitka se je nadaljevala štiri ure, dokler okoliškemu manevru ni uspelo odrezati tretjine Milančanov na strani kanala. Bitka se je nadaljevala v noč, a se je končala z zmago vojske Lige.

## Žrtve
Bitka je bila opisana v zgodovinah, ki sta jih napisala sodobnika Leonardo Bruni in Flavio Biondo, oba pa se osredotočata na dejanja posameznikov, čeprav obstaja nekaj razprav o opremi in taktiki. Machiavelli v nasprotju s tem podrobno opisuje strategijo in taktiko, ki sta jo uporabljali obe strani, vendar bitko predstavlja kot »izjemen primer bednega stanja vojaške discipline v tistih časih« in trdi, da najemniški vitezi, ki so vodili vojsko niso imeli motiva za boj za zmago.
 Prav tako ni bilo primerov, da bi se v sovražnikovi državi vodile vojne z manj poškodbami napadalcev kot v tem primeru; kajti v tako velikem porazu in v bitki, ki se je odvijala štiri ure, je umrl le en človek in sicer ne od ran, ki jih je povzročilo sovražno orožje ali kakršno koli častno sredstvo, ampak je, ko je padel s konja, poteptan do smrti. Takrat so se borci spoprijeli z malo nevarnosti; ker so bili skoraj vsi nameščeni, pokriti z oklepi in zaščiteni pred smrtjo, kadar koli so se odločili predati, ni bilo potrebe po tveganju življenja; med bojem jih je branil njihov oklep in ko se niso mogli več upirati, so popustili in bili na varnem.
Machiavelli dodaja, da »je bila ta zmaga za Florentince veliko bolj ugodna kot je škodovala vojvodi; kajti, če bi jo osvojili, bi bila Toskana njegova; vendar je s svojim porazom izgubil le konje in opremo svoje vojske, ki bi jih bilo mogoče nadomestiti brez zelo resnih stroškov«.
Ni znano, ali je zatrjevana smrt moškega pretiravanje ali ne. Hans Delbrück trdi, da,
 Veliki zgodovinarji renesanse Machiavelli, Guicciardini in Jovius so se strinjali, da so se kondotjeri vojskovali zgolj kot igro in ne krvavo resnično. Presodili so, da ti ljudje, ki jih vodijo lastni interesi, da bi čim dlje podaljšali vojno, da bi dobili čim večjo plačo, v bitki niso iskali odločitve. Nasprotno, temu so se izognili in ko je prišlo do konca bitke, so si možje na obeh straneh, ki so se imeli za tovariše, prizanašali in niso prelili krvi. Na primer, v bitki pri Anghiariju leta 1440 poročajo, da je en mož zagotovo umrl, vendar ga niso ubili, ampak se je utopil v močvirju. Kasneje so znanstveniki tovrstno vojskovanje nedvomno označili za dvig vojne v umetniško delo, to je spretnost manevriranja, s prizadevanji teh kondotierjev.
Delbrück pravi, da je »natančen pregled sodobnih poročil pokazal, da v celotnem opisu ni prave besede«. Res pa je, da je bilo vojskovanje v tem obdobju veliko manj surovo kot v poznejšem obdobju, v katerem je pisal Machiavelli, saj so vitezi res lahko pričakovali, da se bodo predali za odkupnino. Čeprav je možno, da je pri Anghiariju umrl le en vitez, je verjetno, da so imeli vojaki srečo. Frances S. Saunders pravi, da je v bitki dejansko umrlo »kar 900« vojakov.

## Upodobitve
Po mnenju Pia F. Cuneo je »Anghiari ena najpogosteje predstavljenih bitk v tej dobi«. Najzgodnejša znana podoba, naslikana v desetletju bitke, je plošča na skrinji neznanega umetnika, znanega kot Anghiarijev mojster, ki poudarja turnirsko naravo konflikta s prapori in ritualnimi zarokami.
Več kot sedem desetletij kasneje je bila bitka predmet izgubljene slike Leonarda da Vincija, znane po kopijah osrednjega prizorišča drugih umetnikov. Znani del slike je upodobil bitko nad prapori med vitezi na nasprotnih straneh. Slika je bila naročena, da zasede eno od sten dvorane sveta Florentinske republike v Palazzo Vecchio. Na drugi steni naj bi bila slika Michelangela, ki prikazuje zgodnejšo florentinsko zmago v bitki pri Cascini leta 1364.
Reliefna skulptura iz leta 1687, baročnega umetnika Giovannija Battiste Fogginija v Santa Maria del Carmine v Firencah, ki prikazuje bitko, prikazuje svetega Andreja Corsinija, ki je florentinske sile vodil do zmage.